# Anthrax badius
Anthrax badius är en tvåvingeart som beskrevs av Hesse 1956. Anthrax badius ingår i släktet Anthrax och familjen svävflugor. Inga underarter finns listade i Catalogue of Life.